# Сорокин, Василий Андреевич
Васи́лий Андре́евич Соро́кин (24 декабря 1908 года, Студёное, Оренбургский уезд Оренбургская губерния — 14 декабря 1985 года, Студёное, Илекский район Оренбургская область) — советский офицер-танкист во время Великой Отечественной войны, Герой Советского Союза (27.02.1945). Гвардии майор.

## Биография
Родился в селе Студёное Оренбургской губернии (по другим данным на Украине в Днепропетровской области и лишь после семья переехала в Студёное) в крестьянской семье.
В 1927 году окончил Илекскую вечернюю школу. Работал столяром в колхозе. В 1930 году призван в Красную Армию. Служил в артиллерийском полку Московской Пролетарской стрелковой дивизии, курсант полковой школы. С 1931 года — курсант Омской пехотной школы, с 1932 года — курсант Томской артиллерийской школы, которую окончил в 1934 году. Назначен командиром взвода 3-го стрелкового полка. В 1935 году стал командиром взвода 255-го стрелкового полка.
С мая 1935 года Василий Сорокин — слушатель курсов в Горьковской автобронетанковой школе имени И. В. Сталина. В декабре 1936 — мае 1937 — слушатель Ленинградских Краснознамённых курсов.
В 1940 году Василий Сорокин назначен районным военным комиссаром в одном из районов Тернопольской области Украинской ССР.
После начала Великой Отечественной войны Сорокин командовал танковой ротой 40-й танковой дивизии на Юго-Западном фронте. В конце 1942 года рота Сорокина принимала участие в Сталинградской битве. За эти бои был награждён орденом Красной Звезды.
Командуя ротой в составе 45-й танковой бригады, в феврале 1943 года принимал участие в Харьковской наступательной операции, где отличился при освобождении Курска. За эту операцию награждён орденом Красного Знамени.
В ходе Киевской наступательной операции в ноябре 1943 года рота Сорокина перерезала коммуникации противника, в том числе шоссе Киев—Житомир, уничтожив при этом три колонны противника, до 40 автомобилей, 12 артиллерийских точек и три зенитных установки. Лично им в этих боях было подбито две самоходные установки, четыре танка и уничтожено до 85 солдат и офицеров противника. За эти подвиги был представлен к званию Героя Советского Союза. Представление поддержали все вышестоящие командиры, включая командующего 3-й гвардейской танковой армией генерала П. С. Рыбалко, но в Москве награду заменили на орден Ленина.
6 ноября 1943 года танк Сорокина был атакован с воздуха, сам Сорокин попал в госпиталь с тяжёлым ранением: осколок раздробил коленный сустав левой ноги. Находился в госпиталях по март 1944 года.
Вновь прибыл на фронт в июле 1944 года, будучи назначен командиром роты средних танков Т-34 107-й танковой бригады. В её составе отлично действовал в Белорусской наступательной операции, пройдя с боями на запад в её ходе свыше 500 километров. 1 декабря 1944 года бригада была удостоена гвардейского звания и преобразована в 49-ю гвардейскую танковую бригаду 12-го гвардейского танкового корпуса.
В ходе Висло-Одерской стратегической наступательной операции 18 января 1945 года рота гвардии капитана Сорокина вышла в тыл противника, перерезав пути отхода. При атаке колонны противника танкисты уничтожили 9 орудий, 90 автомобилей, 6 миномётов, 12 пулемётов и до 440 солдат противника. 21 января рота захватила железнодорожную станцию в городе Иновроцлав, где уничтожила два эшелона с боеприпасами и захватила четыре склада с военным снаряжением.
За образцовое выполнение боевых заданий командования на фронте борьбы с немецкими захватчиками и проявленные при этом отвагу и геройство, Указом Президиума Верховного Совета СССР от 29 июня 1945 года гвардии капитану Сорокину Василию Андреевичу присвоено звание Героя Советского Союза с вручением ордена Ленина и медали «Золотая Звезда».
В начале Берлинской наступательной операции, принимая участие в подготовке атаки у деревни Ней-Розенталь, танк Сорокина был подбит, а сам Сорокин тяжело ранен. Родные получили похоронку на сына, однако тот выжил. Перенёс несколько тяжёлых операций в московских госпиталях. В марте 1947 года по состоянию здоровья уволен в отставку. Потерял зрение, но постепенно оно к нему вернулось.
Работал в родном селе парторгом колхоза, затем председателем районного общества слепых, занимался вопросами патриотического воспитания молодёжи.
Умер в 1985 году. Похоронен на кладбище села Илек.
Именем Сорокина названа одна из улиц Илека.

## Награды
- Герой Советского Союза № 5739 (27 февраля 1945 года);
- Два ордена Ленина (3.06.1944, 27.02.1945);
- орден Красного Знамени (30.08.1944);
- орден Отечественной войны 1-й степени (11.03.1985);
- орден Красной Звезды (4.04.1943);
- десять медалей, в том числе медаль «За оборону Сталинграда».